# Waltheof de Melrose

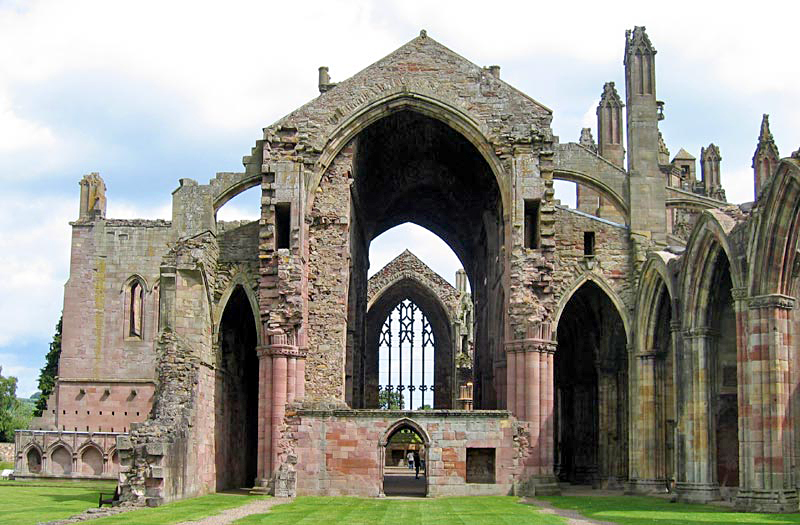
Ruine de l'Abbaye de Melrose.

Waltheof, Waltheof de Melrose, Saint Waltheof dit aussi Waldef ou Waldeve (vers 1095-1159), noble anglo-normand, fut abbé de Melrose de 1148-1159. Il n'a jamais été officiellement canonisé.

## Biographie

### Jeunesse
Il est le fils du croisé anglo-normand Simon Ier de Senlis, comte de Northampton et de Huntingdon, et de Maud, comtesse de Huntingdon. Sa grand-mère maternelle est Judith de Lens, fille d'Adélaïde de Normandie et nièce de Guillaume le Conquérant, et son grand-père maternel, en l'honneur de qui il reçoit son prénom, est Waltheof de Northumbrie. Waltheof est également le beau-fils du roi David Ier d’Écosse que sa mère épouse en secondes noces. À la mort de son père, lui et son frère aîné Simon II sont mineurs, et sont donc élevés dans la maison comtale puis royale de leur beau-père, avec Henri et le très jeune Aelred de Rievaulx. En tant que fils cadet, il est logique étant donné les règles de succession des Normands que Waltheof fasse une carrière ecclésiastique.[réf. nécessaire]

### Carrière
Il entre au prieuré de Nostell, entre 1128 et 1131, pour devenir un chanoine de l'ordre de St Augustin. Il est dit qu'il entre dans cette maison pour échapper aux plans de son beau-père de faire de lui un évêque. Grâce à ses contacts dans la noblesse, il réussit à s'élever rapidement dans la hiérarchie, devenant prieur de Kirkham (fondé vers 1122 par Walter Espec) en quelques années. Après de la mort en 1140 de Thurstan, l'archevêque d'York, son oncle Guillaume le Gros, comte d'Aumale et York lui offre de s'assurer du siège épiscopal pour lui, mais Waltheof refuse.
Le roi Étienne rejette la proposition, probablement en raison des liens trop forts entre Waltheof et David Ier d'Écosse, et par conséquent Mathilde l'Emperesse,. Guillaume FitzHerbert est finalement choisi pour la succession. Waltheof comptait notablement parmi ceux s'opposant à l'élection de FitzHerbert. En 1143, il abandonne ses alliés et son prieuré et devient moine de l'Ordre cistercien à l'Abbaye de Rievaulx (Yorkshire du Nord). En 1148, il est promu abbé de Melrose, alors dépendant de Rievaulx. 
Waltheof reste à ce poste jusqu'à sa mort, et l'on suppose qu'il aurait donc rejeté les offres émanant d'autres évêchés. Il décède à l'abbaye en 1159,.

## La sainteté
Après la mort de Waltheof, des miracles se produisent, un culte naît. Sa tombe est ouverte en 1170 et 1206 montrant que son cadavre est resté intact. Une campagne pour sa canonisation est lancée.
Guillaume, qui lui succède à la tête de l’abbaye, refuse d'encourager les rumeurs qui se répandent sur la sainteté de son prédécesseur. Il tente même sans succès de les étouffer et d'empêcher la naissance d'un culte et l'arrivée de pèlerins ; il n'aboutit qu'à se brouiller avec les autres moines. Aussi démissionne-t-il en avril 1170 et il est remplacé par Jocelin, le prieur de Melrose, qui n'a pas tant de scrupules et qui adopte le culte sans hésitation. L'année où Jocelin accède au poste, les Chroniques de Melrose rapportent l'événement suivant :

« La tombe de notre pieux père, sir Waltheof, second abbé de Melrose, fut ouverte par Enguerrand, évêque de Glasgow, et par quatre abbés appelés à cet effet; et son corps fut trouvé entier, et ses vêtements sacerdotaux intacts, en la 20e année de sa mort, le onzième jour avant les calendes de juin (i.e. le 22 mai). Et après la sainte cérémonie de la messe, le même évêque, et les abbés dont le nombre a été mentionné ci-dessus, ont placé au-dessus des restes de son corps le plus sacré une nouvelle pierre de marbre poli. Et il y eut une grande joie; ceux qui étaient présents s'exclamant ensemble, et disant que c'était véritablement un homme de Dieu… »

Jocelin, qui n'a pas connu Waltheof, utilise les travaux précédents d'Everard, un compagnon de Waltheof, pour démontrer sa sainteté. Ses miracles sont acceptés par les Bollandistes, mais sa canonisation est rejetée, d'ailleurs, il n'a jamais officiellement été canonisé.
Promouvoir les saints était une action que Jocelin renouvellera également comme évêque de Glasgow, où il commandite l'hagiographie de saint Kentigern, alors le saint le plus vénéré par les Celtes du diocèse de Glasgow. Ce n'est donc pas une coïncidence si son homologue Jocelin de Furness, qui écrivit la Vie de Saint Waltheof, fut le même qui fut chargé d'écrire la Vie de Saint Kentigern. Les actions de Jocelin permirent à Waltheof d'accéder à la sainteté à titre posthume. Puisque l'abbaye de Melrose avait besoin d'avoir un culte pour son propre saint, cela assura la longévité du culte.

### Sources
- Paul Dalton, « William le Gros, count of Aumale and earl of York (c.1110–1179) », Oxford Dictionary of National Biography, Oxford University Press, 2004.
- (en) Alan Orr Anderson, Early Sources of Scottish History: AD 500–1286, 2 Volumes, Edinburgh, 1922, vol. ii.

- (en) Cet article est partiellement ou en totalité issu de l’article de Wikipédia en anglais intitulé « Waltheof of Melrose » (voir la liste des auteurs).